# Efik
Efik (o Riverain Ibibio) és la llengua nadiua dels efiks. Es parla a l'estat de Cross River i d'Akwa Ibom, al sud-est de Nigèria, a on és una llengua nacional i llengua oficial. La paraula efik també és utilitzada per a referir-se a les llengües ibibio-efik. L'efik està íntimament relacionat amb les altres llengües ibibio-efik: l'ibibio, l'anaang i l'ukwa. Les llengües ibibio-efik són part de la família de les llengües del Baix Cross (o llengües Obolo), de la gran família de les llengües bantus Benue-Congo.

## Geografia lingüística
El total d'efik-parlants és de 405.260 persones, de les quals 400.000 viuen a Nigèria (1998).
Es parla als estats de Cross River (a les LGAs de Calabar Municipality, Odukpani i Akamkpa) i d'Akwa Ibom (a Itu). També hi ha efik-parlants als Estats Units.

## Sociolingüística i escriptura
És una llengua oficial de l'estat de Cross River. Hi ha 2.000.000 parlants de llengües del grup ibibio-efik, que s'utilitzen en educació d'adults i cursos universitaris. També s'ensenya a escoles d'educació primària i secundària. Té programes de ràdio, televisió, diccionari, gramàtica s'hi ha traduït la bíblia.
La majoria dels efik-parlants són practicants de religions cristianes.
L'efik s'escriu en alfabet llatí.